# 아시아의 다섯 마리 호랑이

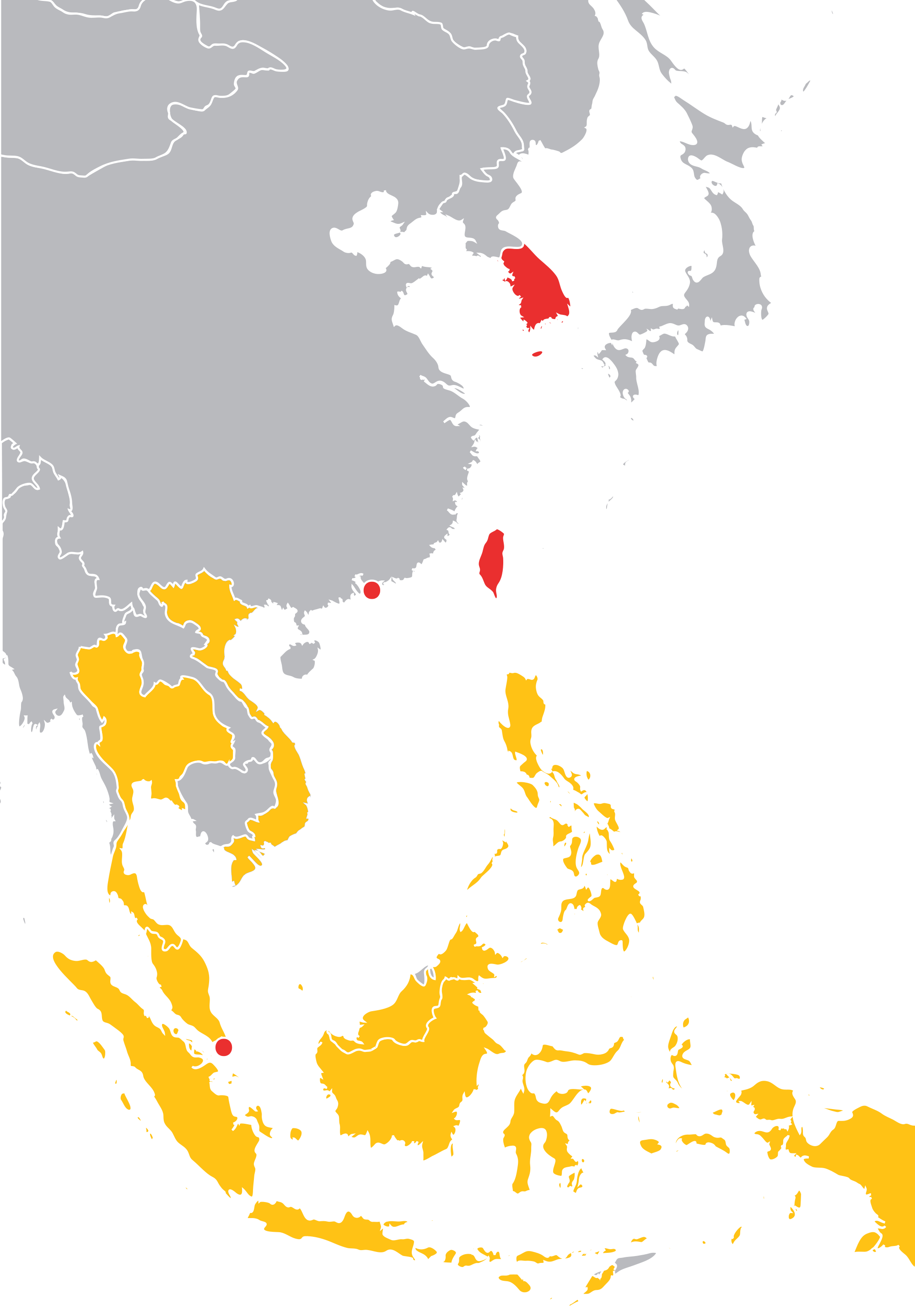
아시아 다섯 마리 호랑이를 나타낸 지도 (노란색).

아시아의 다섯 마리 호랑이는 최근 경제가 급속도로 성장하고 있는 미래의 경제대국으로 손꼽히는 나라 다섯 국가, 태국, 말레이시아, 인도네시아, 필리핀, 베트남을 일컫는 말이다.

## 개요
아시아의 다섯 마리 호랑이는 아시아의 네마리 용들이 이미 달성한 첨단기술과 수출 주도형 경제발전 모델을 따르려고 시도하기 때문에 붙여진 이름입니다. 젊은 호랑이를 '컵'이라고 하는데, 이는 타이거 컵 경제를 구성하는 5개 신흥 산업화 국가가 호랑이를 키우고 있다는 의미입니다. 실제로 2050년 HSBC의 상위 50대 경제국 목록에는 4개국이 포함되어 있으며, 인도네시아, 베트남, 필리핀은 빠른 성장과 인구 증가로 인해 골드만삭스의 잠재력 높은 경제국가 넥스트 일레븐 목록에 포함되어 있다.
화교 기업가들은 이 지역 민간 부문의 발전에 중요한 역할을 했다. 이들 기업은 말레이시아, 인도네시아, 태국, 필리핀 등 개발도상국 시장에서 공통의 가족 및 문화적 유대를 공유하는 화교 기업 네트워크인 더 큰 대나무 네트워크의 일부입니다. 21세기 중국이 주요 경제 강국으로 변모하면서 대나무 네트워크가 존재하는 동남아시아 국가에 대한 투자가 증가하고 있다.

## 2024년 경제 데이터
GDP와 1인당 GDP 데이터는 국제통화기금(IMF)의 2023년 10월 데이터에 따른 것입니다.
| Rank | Country    | Population in million | GDP Nominal trillions of USD | GDP Nominal per capita thousands ofUSD | GDP (PPP) trillions of USD | GDP (PPP) per capita thousands ofUSD |
| ---- | ---------- | --------------------- | ---------------------------- | -------------------------------------- | -------------------------- | ------------------------------------ |
| —    | ASEAN      | 685.15                | 4.16                         | 6.07                                   | 11.93                      | 17.41                                |
| 1    | 인도네시아 | 279.96                | 1.54                         | 5.51                                   | 5.51                       | 16.84                                |
| 2    | 태국       | 70.27                 | 0.543                        | 7.73                                   | 1.67                       | 23.71                                |
| 3    | 필리핀     | 114.16                | 0.476                        | 4.17                                   | 1.38                       | 12.13                                |
| 4    | 베트남     | 101.3                 | 0.469                        | 4.64                                   | 1.55                       | 15.32                                |
| 5    | 말레이시아 | 33.460                | 0.465                        | 13.91                                  | 1.31                       | 39.07                                |

## 같이 보기
- 아시아의 네 마리 용
- 호랑이 경제